# Borki Predojević
Borki Predojević (* 6. April 1987 in Teslić, Jugoslawien) ist ein Schachspieler aus Bosnien und Herzegowina. 

## Jugendschach
Das Schachspielen lernte er mit acht Jahren. Seine größten schachlichen Jugenderfolge feierte er in Griechenland: 1999 wurde er U12-Europameister, 2001 U14-Europameister und 2003 U16-Weltmeister.

## Turniere
Predojević war sehr erfolgreich bei Ratingturnieren wie dem First Saturday in Budapest (2002 geteilter Erster IM-Turnier, 2003 Erster IM-Turnier, 2004 Erster GM-Turnier) und dem Third Saturday in Novi Sad (2002 erster Platz). 2006 gewann er das Metalis-Open in Bizovac, Kroatien, 2007 gewann er das Zagreb Open. Bei der bosnischen Einzelmeisterschaft 2007 in Sarajevo wurde er hinter Predrag Nikolić Zweiter. 2008 gewann er das 13. Hit Open in Nova Gorica, 2009 das Acropolis Open in Chalkida.

## Titel und Elo
Seit 2003 ist er Internationaler Meister (IM) und seit Mai 2005 Großmeister (GM). Die GM-Normen erfüllte er alle 2004, und zwar im Juli beim First Saturday GM-Turnier in Budapest, im September bei der Mannschaftsmeisterschaft von Serbien und Montenegro in Budva und im Oktober bei der Schacholympiade in Calvià. Im Februar 2015 führt er die bosnische Elo-Rangliste an.

## Nationalmannschaft
Für Jugoslawien nahm er an der U18-Europameisterschaft 2002 in Balatonlelle, Ungarn teil und wurde mit einer individuellen Bronzemedaille für sein Ergebnis von 3 aus 5 am ersten Reservebrett ausgezeichnet. 2003 wechselte er zum bosnischen Schachverband. Für Bosnien und Herzegowina spielte er bei sechs Schacholympiaden, 2004 in Calvià am vierten, 2006 in Turin, 2008 in Dresden und 2010 in Chanty-Mansijsk jeweils am zweiten Brett sowie 2014 in Tromsø und 2016 in Baku am ersten Brett und holte insgesamt 42 Punkte aus 65 Partien. Bei der Schacholympiade 2018 in Batumi ist er Kapitän der österreichischen Nationalmannschaft. Außerdem war er für die Mannschaftseuropameisterschaft 2007 in Iraklio am Spitzenbrett der bosnischen Mannschaft gemeldet worden, allerdings trat die Mannschaft nicht an.

## Vereinsmannschaften

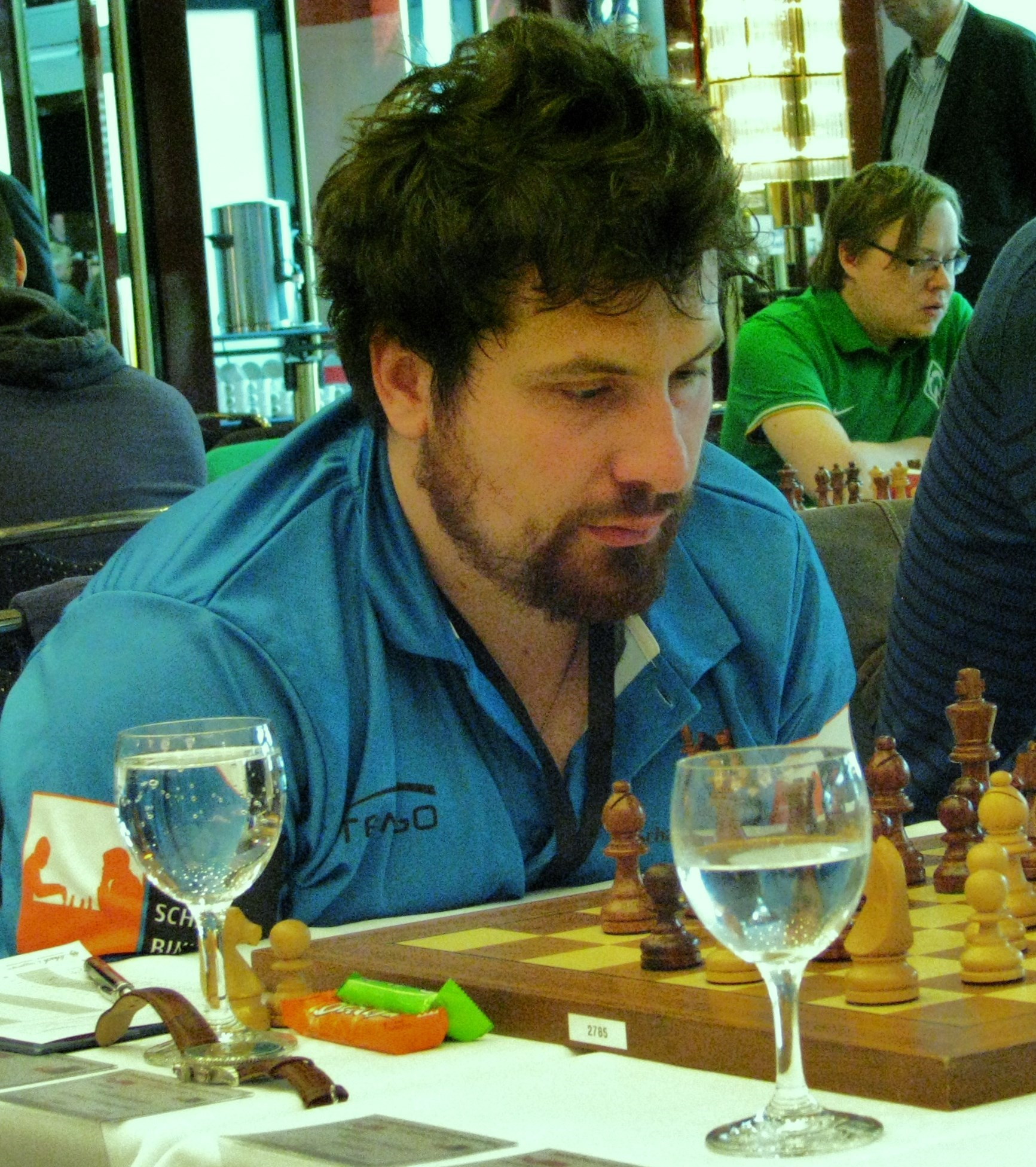
Borki Predojević für die Schachgesellschaft Solingen bei der Bundesliga-Finalrunde 2017 in Berlin (re. hinten: Tomi Nybäck)

Predojević spielte in der jugoslawischen, serbischen (für den SK ZTP in der Saison 2007/08 am Spitzenbrett), kroatischen (für den ŠK Rijeka), ungarischen (für ASE Paks) und slowenischen (für den ŽŠK Maribor) 1. Liga. In der bosnischen Premijer Liga spielt er für den ŠK Bosna Sarajevo in jeder Saison seit der Gründung der Liga 2003 und wurde elf Mal Mannschaftsmeister. Mit dem ŠK Bosna Sarajevo nahm er außerdem viermal am European Club Cup teil und erreichte als größten Erfolg 2004 den zweiten Platz. In der deutschen 1. Bundesliga spielte er in der Saison 2007/08 für den SK Zehlendorf, von 2016 bis 2023 für die Schachgesellschaft Solingen und seit der Saison 2023/24 für den SK Kirchweyhe. In der österreichischen Bundesliga spielt Predojević seit der Saison 2012/13 für den SK Maria Saal und wurde mit diesem 2016 Meister. In Ungarn spielte er von 2008 bis 2013 für den ASE Paks, in der norwegischen Eliteserien spielt er seit 2013 für den Vålerenga Sjakklubb, mit dem er 2016, 2017, 2018 und 2019 Meister wurde sowie an den European Club Cups 2016 und 2018 teilnahm. Beim European Club Cup 2018 gelang ihm das zweitbeste Einzelergebnis am fünften Brett.